# Gondi-Kui jezici
Gondi-Kui jezici, ogranak južnih-centralnih dravidskih jezika iz Indije. Ima (17) predstavnika, po starijoj klasifikaciji (16).
a. Gondi (10; nekada 11 s Abujmaria, koji se danas vodi kao dijalekt jezika maria): dandami maria, južni gondi, sjeverni gondi, khirwar, koitori, maria, istočni muria, zapadni muria, nagarchal, pardhan.
b. Konda-Kui (7); po starijoj klasifikaciji (6): 
b1. konda (2; prije 1): konda-dora, mukha-dora [mmk]
b2. manda-kui (5): 
a. kui-kuvi (3): koya, kui, kuvi,
b. manda-pengo (2): manda, pengo;

## Vanjske poveznice
- Ethnologue (14th)